# Koprivnica
Koprivnica es una ciudad de Croacia, capital del condado de Koprivnica-Križevci.

## Geografía
Se encuentra a una altitud de 137 m s. n. m. a 91 km de la capital nacional, Zagreb.

## Demografía
En el censo 2011, el total de población de la ciudad fue de 30 854 habitantes, distribuidos en las siguientes localidades:
- Bakovčica - 321
- Draganovec - 506
- Herešin - 728
- Jagnjedovec - 344
- Koprivnica - 23 955
- Kunovec Breg - 641
- Reka - 1 507
- Starigrad - 2 386
- Štaglinec - 466

| Gráfica de población de Koprivnica 1857-2011                        |
|                                                                     |
| Según los censos de población de la oficina estadística de Croacia. |